# Park City (Montana)
Park City es un lugar designado por el censo ubicado en el condado de Stillwater en el estado estadounidense de Montana. En el Censo de 2010 tenía una población de 983 habitantes y una densidad poblacional de 397,01 personas por km².

## Geografía
Park City se encuentra ubicado en las coordenadas 45°37′45″N 108°55′17″O / 45.62917, -108.92139. Según la Oficina del Censo de los Estados Unidos, Park City tiene una superficie total de 2.48 km², de la cual 2.48 km² corresponden a tierra firme y (0%) 0 km² es agua.

## Demografía
Según el censo de 2010, había 983 personas residiendo en Park City. La densidad de población era de 397,01 hab./km². De los 983 habitantes, Park City estaba compuesto por el 96.74% blancos, el 0.1% eran afroamericanos, el 1.02% eran amerindios, el 0.2% eran asiáticos, el 0% eran isleños del Pacífico, el 0.41% eran de otras razas y el 1.53% pertenecían a dos o más razas. Del total de la población el 1.53% eran hispanos o latinos de cualquier raza.